# Ford Cargo
Der Ford Cargo ist ein auf dem europäischen Markt zwischen 1981 und 1992 angebotener Lastkraftwagen des Herstellers Ford. In Asien, Ozeanien und Venezuela ist das Modell als Ford Trader bekannt. Dort werden weiterentwickelte Modelle des Ford Cargo ebenso wie in Südamerika noch heute angeboten. Der Cargo wird auch von Otosan in der Türkei produziert und neben dem asiatischen und ozeanischen Markt werden Modelle auch in den Nahen Osten und nach Osteuropa exportiert.

## Europa
Der Cargo wurde im englischen Dunton im damals neuen Ford-Design-Zentrum für Nutzfahrzeuge als leichter bis mittelschwerer Lkw für den Verteiler-Nahverkehr entwickelt, um die Ford D-Serie/Ford N-Serie sowie die leichtere Ford A-Serie abzulösen, an die bereits der Ford Transit herangekommen war. Seit seiner Vorstellung 1981 wurde er für Europa im britischen Langley (Berkshire) produziert.
Konzeptionell war er eine komplette Neukonstruktion als Frontlenker mit unter dem Führerhaus angeordneten Dieselmotor. Das Führerhaus war modern gestaltet, fiel relativ eckig aus und hatte eine steil ansteigende Fahrzeugfront mit nur wenig nach hinten geneigter Frontscheibe. Infolge des um 45° geneigt eingebauten Motors konnte der Kabinenboden relativ niedrig liegen. Die Türen wiesen neben einem normalen Seitenfenster ein vorderes Zusatzfenster auf, das zwecks besserer Sicht auf kleinere Verkehrsteilnehmer neben dem Fahrzeug beiderseits bis zur Gürtellinie oberhalb der Kotflügel heruntergezogen war. Je ein eckiger, liegender Scheinwerfer sowie Blinker pro Seite war über der Stoßstange neben dem zumeist in mattschwarzem Plastik gehaltenen Kühlergrill angebracht. Das Führerhaus war in Nah- wie Fernverkehrsausführung in Anlehnung an damaliges amerikanisches Design und den Stil der Vorgänger der N-Serie nicht in voller Fahrzeugbreite ausgeführt. Erst die Kotflügel deckten die volle Fahrzeugbreite ab.
Die Federung arbeitete mechanisch. Eine Besonderheit war zur Gewichtseinsparung die Verwendung von Parabelfedern, wobei an der Vorderachse nur ein einziges Federblatt je Radseite Verwendung fand. Nur die Ausführungen ab 13 Tonnen Gesamtmasse und stärker beanspruchte Modelle wie Kipper hatten zwei Federblätter je Radseite. Hinten gab es generell zwei Parabel-Federblätter mit ein- oder mehreren Zusatzfedern. Für Kipper und Sattelzugmaschine gab es hinten bis zu zehn Halbelliptik-Federblätter, ebenfalls mit Zusatzfedern.
Die zu Serienbeginn eingesetzten wassergekühlten vier- und sechszylindrigen Dieselmotoren wurden im Detail weiterentwickelt von der D- und N-Serie übernommen. Dabei kam eine neue Reiheneinspritzpumpe für die Direkteinspritzung zur Anwendung, die Kaltstartfähigkeit bis −20 °C gestatten sollte. Einige verwendete Motortypen hatten auch einen Abgasturbolader.

### Leichte Ausführungen
Das zulässige Gesamtgewicht betrug bei Markteinführung zwischen 6 und 15 t, wobei hauptsächlich Modelle der 7,5-t-Klasse und bis 9 Tonnen verkauft wurden. Für den Antrieb standen wassergekühlte Ford-Dieselmotoren zwischen 63 und 110 kW (85 und 150 PS) zur Wahl. Die Motoren mit 63 bis 88 kW (85 bis 120 PS) waren den Fahrzeugen mit 7 und 8 Tonnen Gesamtgewicht vorbehalten. Für das kleinste Modell gab es lediglich die kleinste Maschine.

### Schwere Ausführungen
Mit der absehbaren Produktionseinstellung des erfolglosen schweren Fernverkehrslastwagens Ford Transcontinental wurden ab 1982 auch Varianten des Cargo für den schweren Fernverkehrseinsatz angeboten. Trotz größeren Chassis blieb das relativ schmale Fahrerhaus. Es kamen luftgekühlte V6-Dieselmotoren von Klöckner-Humboldt-Deutz mit 170 bis 204 PS sowie wassergekühlte Reihensechszylindermotoren von Cummins mit bis zu 280 PS zum Einsatz. Von Anfang an für den Regionalverkehr konzipiert eignete er sich von der Ausstattung her jedoch wenig für den Fernverkehr und war daher seinen Wettbewerbern unterlegen.

### Vermarktung und Produktionsende

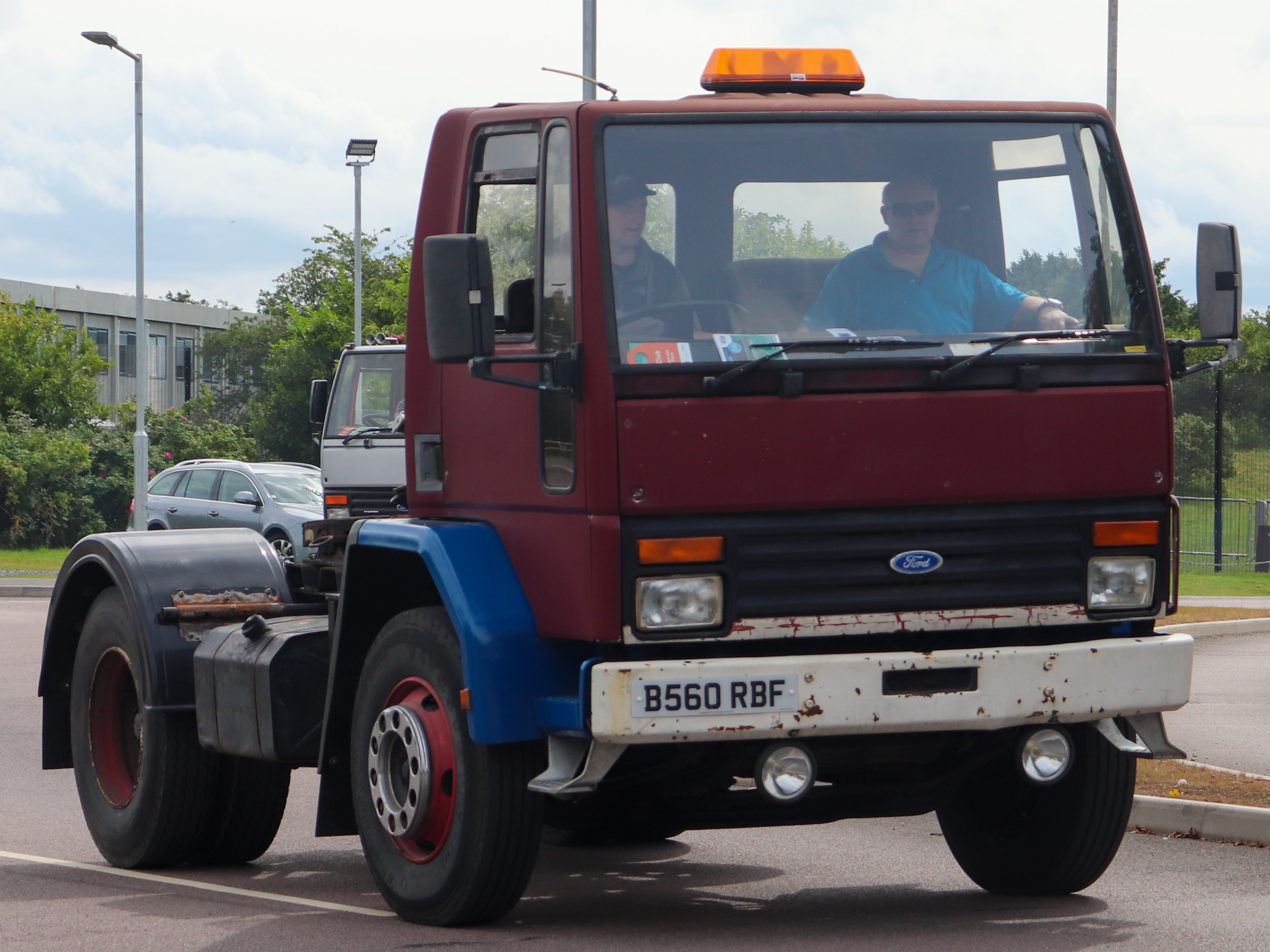
Ford Cargo Sattelzugmaschine von 1985

Im Marktsegment leichter Verteiler-Lkw war der 1982 zum Truck of the Year gewählte Cargo in Großbritannien zeitweilig Marktführer und erzielte auch in Deutschland einen Achtungserfolg. Größtes Manko war das sehr dünne Händler- und Werkstättennetz auf dem Kontinent. Nur wenige Ford-Händler waren bereit, Vertriebs- und vor allem Werkstattkapazitäten für ein Randprodukt ihres Sortiments aufzubauen bzw. vorzuhalten.
Bereits 1985 war die Produktion in Langley in ein Gemeinschaftsunternehmen von Ford mit dem Wettbewerber Iveco übergegangen. Nach rund 140.000 gefertigten Stück endete die Produktion dort am 22. Dezember 1992. Danach zog sich Ford Europa ganz aus dem Geschäft mit schweren und mittelschweren Nutzfahrzeugen zurück. Dem Cargo folgte somit der Iveco Eurocargo, seinen seltenen schweren Varianten der Iveco EuroTech. Sie trugen auf den britischen Inseln daher übergangsweise zusätzlich das Ford-Markenlogo auf der Fahrzeugfront.

## Derivate weltweit
Der Cargo ist ein „Welt-Fahrzeug“ und einige seiner Ableger werden bzw. wurden in diversen Staaten gebaut. So wird er nach wie vor in einer überarbeiteten Version in Südamerika angeboten, als Trader in Venezuela. Auf dem nordamerikanischen Markt wurde das Fahrzeug auch als Freightliner Cargo und Sterling Cargo verkauft und 2004 durch den Ford LCF ersetzt.
In Indien wird er vom Hersteller Ashok Leyland als Ecomet produziert sowie in Sri Lanka bei Lanka Ashok Leyland.
In der Türkei wird der Ford Cargo bei Otosan gebaut. Seit 2012 gibt es eine komplett überarbeitete Modellreihe, die auch schwere Fernverkehrsmodelle umfasst und in den Nahen Osten und nach Osteuropa exportiert wird. Als Ford Trader exportiert man ihn nach Ozeanien und Asien.
Panhard baute eine militärische Version des Cargo als Panhard TC54.

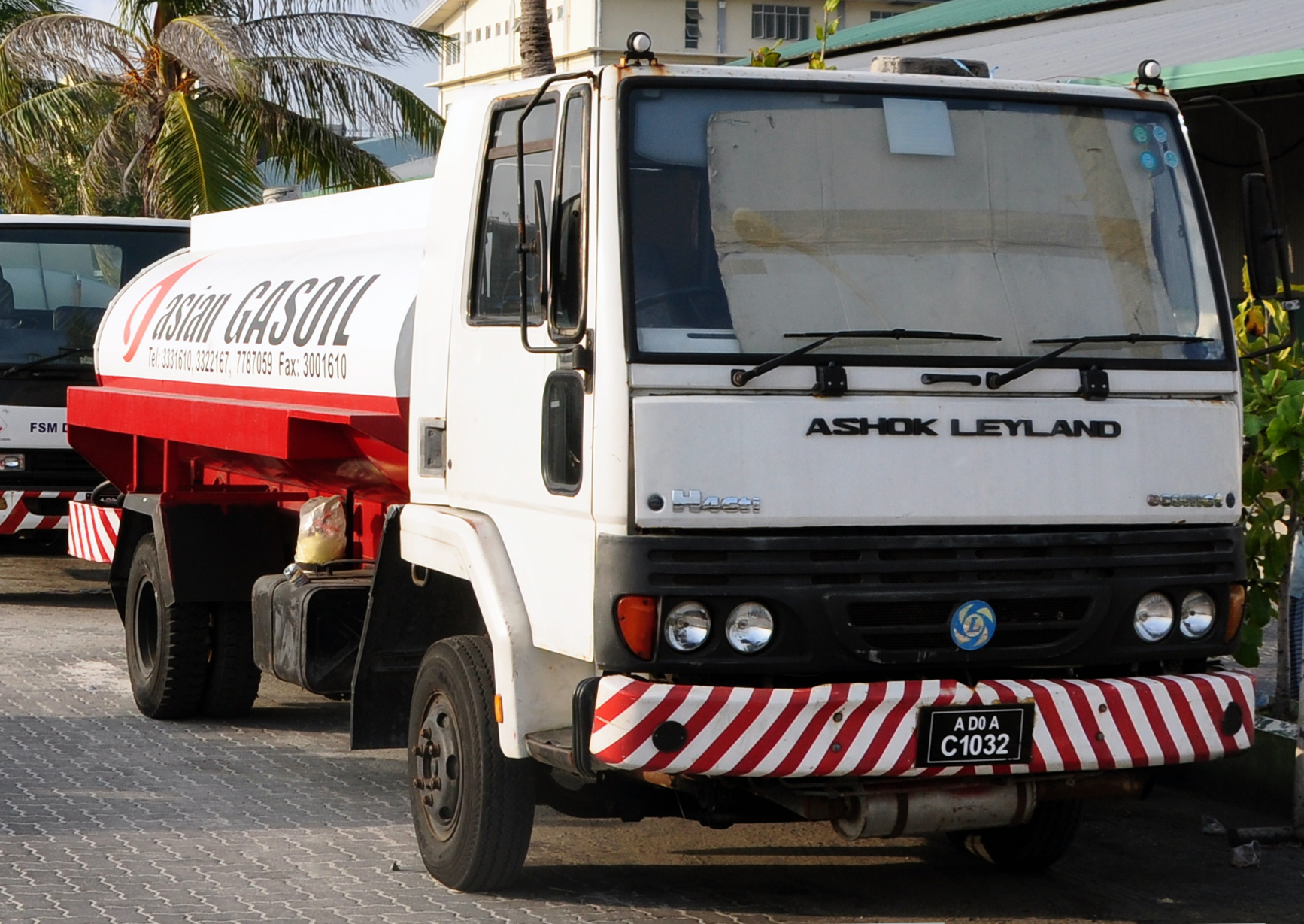
Ashok Leyland Ecomet
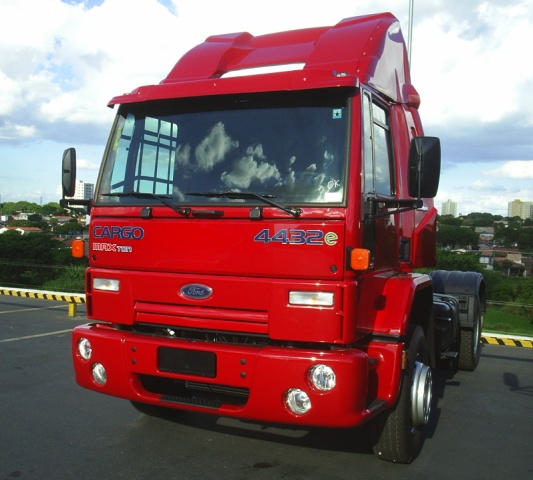
Ford Cargo / Trader Südamerika-Version bis 2012
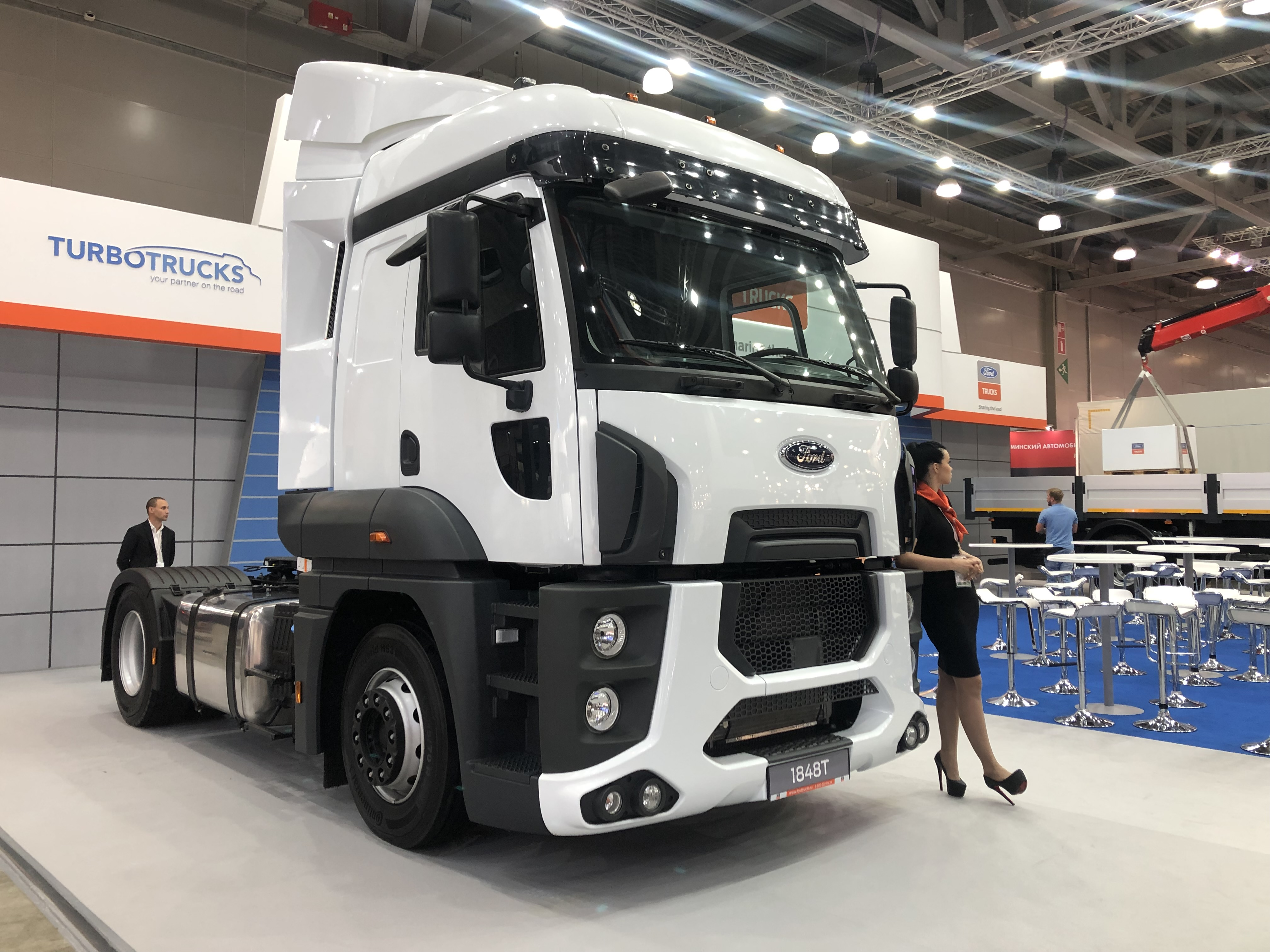
Ford Cargo / Ford Trader von Otosan
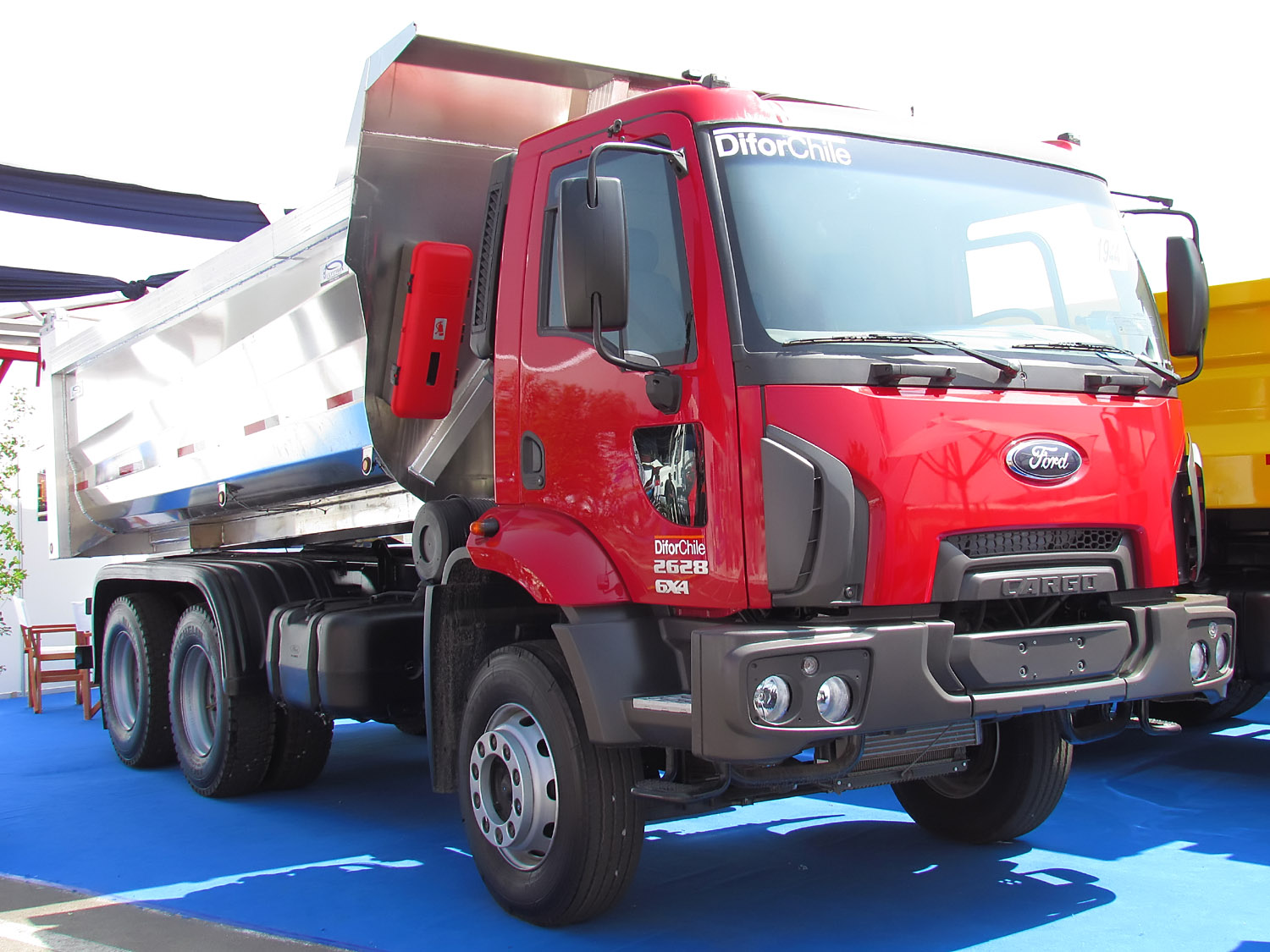
Ford Cargo / Trader Südamerika-Version seit 2012
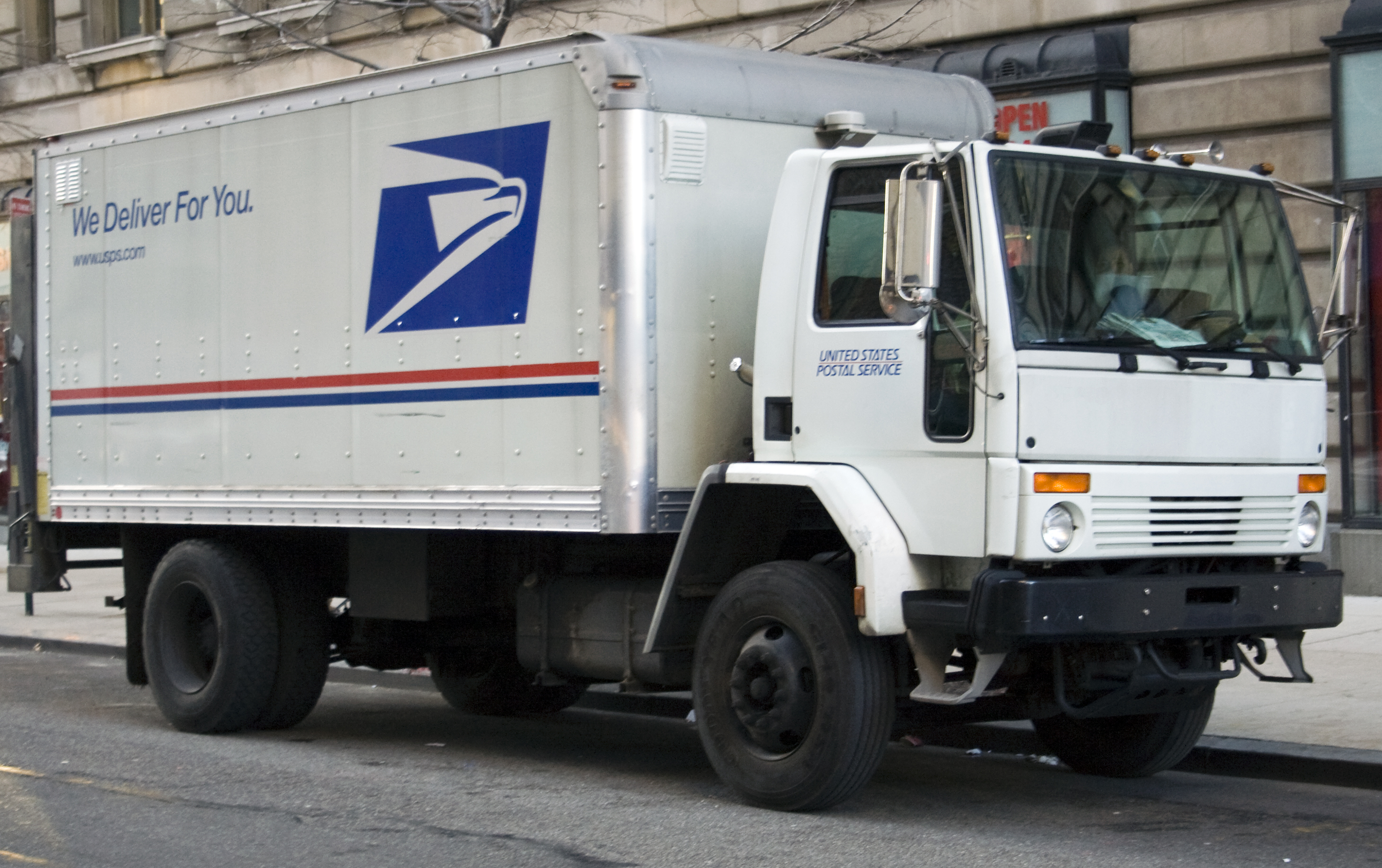
Sterling Cargo